# Euploea japudia
Euploea japudia är en fjärilsart som beskrevs av Hans Fruhstorfer 1910. Euploea japudia ingår i släktet Euploea och familjen praktfjärilar. Inga underarter finns listade i Catalogue of Life.